# لوس أنجلوس ليكرز
لوس أنجلوس ليكرز (بالإنجليزية: Los Angeles Lakers) هُو نادي كُرَة سلة مقره لوس أنجلوس بمقاطعة كاليفورنيا في الولايات المتحدة. تأسس عام 1946، يتنافس في الرابِطَة الوطنيَّة لكرة السلة كعضو في دوري غَرب مُؤتَمَر المُحِيط الهَادِئ، ويلعب مُبارياته على أرضه في ستابلز سنتر، وهي ساحة مُشتَرَكَة مَع لوس أنجلوس كليبرز من الدوري الاميركي للمحترفين، ولوس أنجلوس سباركس من الاتحاد الوطني لكرة السلة النسائية، ولوس أنجلس كينغز من دوري الهوكي الوطني. يُعتبر فَرِيق ليكرز أحد أَكثَر الفرق نجاحًا في تَارِيخ الدوري الأمريكيّ للمحترفين، حيثُ استطاع النادي الفوز بلقب الرابِطَة الوطنيَّة لكرة السلة 17 مرَّة متساوياً مَع فَرِيق بوسطن سيلتكس، كَذَلِك فاز بلقب القسم الغربيّ بواقع 32 مرة.
بدأَ الامتياز في عام 1947 بشراء فَرِيق «ديترويت جيمز» التابع لدوري كُرَة السلة الوطنيّ عِند حله، وبدأ الفَرِيق الجَدِيد اللُّعَب في منيابولس في مينيسوتا، وأطلقوا على أنفسهم اسم منيابولس ليكرز،  وَفِي البداية كَان ليكرز عضوًا في دوري كُرَة السلة الوطنيّ، وفاز ببطولة دوري كُرَة السلة الوطنيّ لعام 1948 قَبل الانضمام إلى اِتِحَاد كُرَة السلة الأمريكيّ المُنافس، حيثُ فازوا بخمس من البطولات الست المقبلة، بِقيادة النجم جورج ميكان. قَبل موسم 1960–61 انتقلوا إلى لوس أنجلوس بَعد معاناتهم الماليَّة في أواخر الخَمسينِيَّات من القرن الماضي بَعد تقاعد ميكان.
بِقيادة المشاهير إلجين بايلور وجيري ويست وصل الفَرِيق إلى نهائيات الدوري الاميركي للمحترفين ست مرات في الستينيّات، وخسرها كلها أمام فَرِيق سيلتيكس، وبدأ تنافسهم الطويل، وَفِي عام 1968 اِستَحوذ فَرِيق ليكرز على ويلت تشامبرلين الحاصل على جائزة إم في بي لأربع مرات في الدوري الاميركي للمحترفين، وفازوا بلقب الدوري الاميركي للمحترفين السادس والأول في لوس أنجلوس في عام 1972، بِقيادة المدرب الجَدِيد بيل شارمان. وَبَعد تقاعد ويست وتشامبرلين استبدل الفَرِيق بالنجم كريم عبد الجبار الَّذِي فاز بالعديد من جوائز أفضَل لاعب مَع ليكرز، وَلَم يستطع الفَرِيق التقدم إلى النهائيات في أواخر السبعينات حتَّى حدث أمران مهمان في 1979 كَان من شأنهما فتح حقبة ذهبية جديدة للامتياز. عَندَمَا اشترى «جيري بوس» فَرِيق ليكرز وبصفته مالك الفَرِيق كَان رائدًا في رؤية ألعاب كُرَة السلة كنظارات ترفيهيَّة بِالإضافة إلى الأَحدَاث الرياضية،  وثانيًا أضاف ليكرز ماجيك جونسون لأول مرَّة إلى الدوري الاميركي للمحترفين عام 1979.
أتاح الجمع بَين جونسون وعبد الجبار لفريق ليكرز نجمين رائعين لتثبيت قائمتهم، وأدت إضافة المدرب الرَئِيسيّ بات رايلي في عام 1981، وجيمس وورثي في 1982، إلى تَأسِيس ليكرز كقوة في الدوري الاميركي للمحترفين في الثمانينات، وأُطلق على الفَرِيق لقب «شوتايم ليكرز»، وفاز الفَرِيق بخمس بطولات في فَترَة تسع سنوات، وأستطاع التَّغَلُّب على خصمه اللدود «سيلتيكس» في المُباريات النهائيَّة.
بَعد تقاعد عبد الجبار وجونسون وورثي، كافح الفَرِيق في التسعينات حتَّى أضاف كوبي براينت وشاكيل أونيل في عام 1996، حيثُ قاد الثُّنائِي مَع المدرب فل جاكسون فَرِيق ليكرز إلى ثلاث بطولات متتالية بَين عاميّ 2000 و2002، ليؤمنوا بذلك ثاني «فوز ثلاثي»، وَبَعد خسارة الفَرِيق في نهائيات الدوري الاميركي للمحترفين 2004، انتهى عصر «شاكيل-كوبي» عَندَمَا قام فَرِيق ليكرز بصفقة تبادل لأونيل، وَعَندَمَا أضاف ليكرز باو جاسول فازوا بلقبين آخرين في عاميّ 2009 و2010، وفشل الفَرِيق في استعادة مجده السَّابِق خِلال بقية العقد، وتقاعد براينت في عام 2016، وَفِي 2020 حصل فَرِيق ليكرز بِقيادة ليبرون جيمس وأنتوني ديفيس والمدرب فرانك فوغل على لقبهم السابع عشر، بَعد تعادلهم مَع سيلتيكس في مُعظم الألقاب في تَارِيخ الدوري الاميركي للمحترفين.
يحمل ليكرز الرقم القياسي لأطول سِلسِلَة انتصارات في الدوري الاميركي للمحترفين، بواقع 33 مباراة متتالية خِلال موسم 1971-72. ولعب في صفوفه ستة وعشرون من المشاهير وأربعة مدربون، وفاز رباعي ليكرز (عبد الجبار، وجونسون، وأونيل، وبراينت) بثماني جوائز أفضَل لاعب في الدوري الاميركي للمحترفين.
لعب لَه أبرز اللاعبين في دوري الرابِطَة الوطنيَّة لكرة السلة من أبرزهم ويلت تشامبرلين وكريم عبد الجبار وماجيك جونسون وكوبي براينت وشاكيل أونيل وجيري ويست وكارل مالوني وليبرون جيمس.

## تاريخ الفريق

### 1947-1958: البداية وسلالة منيابولس

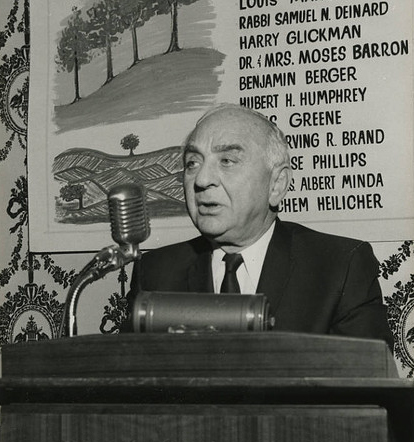
بنجامين بيرجر الشريك في ملكية فريق منيابولس.

بدأَ امتياز ليكرز في عام 1947 عَندَمَا اشترى «بن بيرجر» و«موريس تشالفن» من مينيسوتا «نادي ديترويت جيمز» الَّذِي تم حله مؤخرًا، من دوري كُرَة السلة الوطنيّ،  مُقابِل 15 ألف دُولَار من مالكه موري وينستون. وقد لعب الكاتب الرياضي في منيابولس سيد هارتمان دورًا رئيسيًا وراء الكواليس لِلمُساعدة في وَضع الصفقة معًا والفَرِيق لاحقًا،  وأطلق الفَرِيق على أنفسهم اسم «ليكرز» وَهُو مُشتق من لقب مينيسوتا «أرض 10000 بحيرة». ساعدهم هارتمان في تعيين جون كوندلا من كلية سانت توماس ليكون أول مدرب لهم.
كَان لفريق ليكرز قَائِمَة قويّة تضَّمنت المهاجم جيم بولارد، وصانع الأَلعَاب هيرم شايفر، ولاعب الوسط جورج ميكان، الَّذِي أصبَح اللاعب الأكثر هيمنة في البُطولة. وَفِي موسمهم الأول قادوا الدوري برقم قياسي 43-17، وفازوا ببطولة دوري كُرَة السلة الوطنيّ في ذَلِك الموسم.

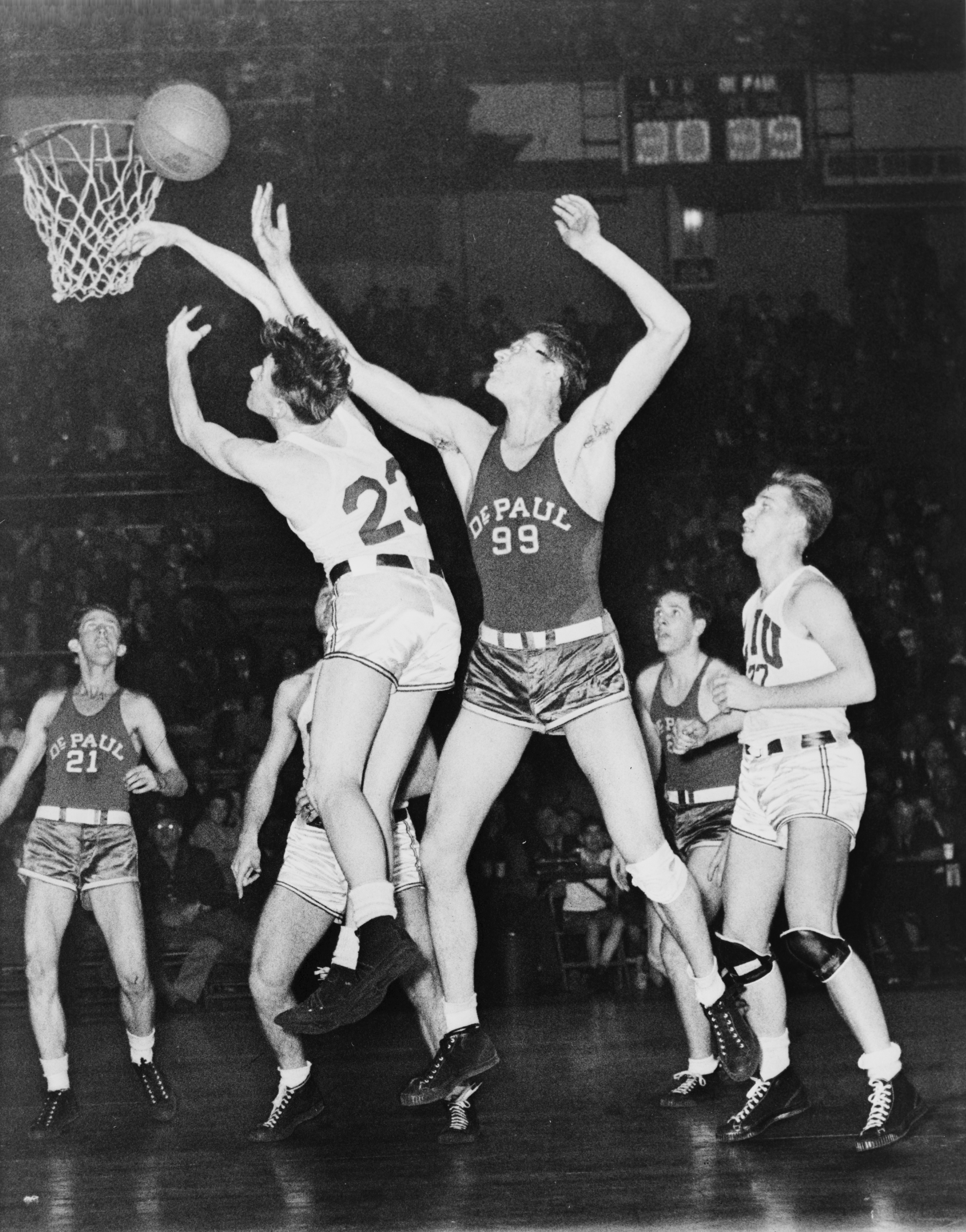
قاد جورج ميكان (رقم 99) فريق ليكرز إلى أول خمس بطولات في الدوري الاميركي للمحترفين، وصفه الموقع الرسمي للرابطة الوطنية لكرة السلة "بالنجم الأول" في تاريخ الدوري.

في عام 1948 انتقل فَرِيق ليكرز من «دوري كُرَة السلة الوطنيّ» إلى اِتِحَاد كُرَة السلة الأمريكيّ، وسجل متوسط نقاط «ميكان» البالغ 28.3 نقطة لكل لعبة رقمًا قياسيًا في اِتِحَاد كُرَة السلة، وَفِي نهائيات اِتِحَاد كُرَة السلة 1949 فازوا بالبُطولة على واشنطن كابيتولز أربع مباريات إلى مباراتين. وَفِي الموسم التالي أُحرِز الفَرِيق نتيجة 51-17 مكررًا كبطل. وَفِي موسم 1950-51 فاز ميكان بلقبه التهديفي الثالث على التوالي وَهُو 28.4 نقطة، وفاز الفَرِيق بنتيجة 44-24 وسجل لقبه الثاني على التوالي،  وهُزم الفَرِيق بنتيجة 19-18 أمام ديترويت بيستونز، وكانت أقل نقاط يسجلها الفَرِيق في تَارِيخ الدوري الاميركي للمحترفين. وَفِي التصفيات تغلبوا على إنديانابولس أولمبيانز في ثلاث مباريات، لكنهم خسروا أمام سكرامنتو كينغز في الجولة التَالِيَة.
خِلال موسم 1951–52 ربح ليكرز 40 مباراة واحتل المَركَز الثاني في الدوري،  وواجه نيويورك نيكس في نهائيات الدوري الاميركي للمحترفين، حيثُ فازوا في سبع مباريات. وَفِي 1952–53 قاد ميكان الدوري الاميركي للمحترفين في الارتداد، بمتوسط 14.4 كُرَة مرتدة لكل لعبة (آر بي جي)، وحصل على لقب أفضَل لاعب في الدوري الاميركي للمحترفين عام 1953،  وَبَعد موسم منتظم 48-22 هزمَ ليكرز فورت واين بيستونز في التصفيات الغَربيَّة وتقدَّم إلى نهائيات الدوري الاميركي للمحترفين. ثم هزموا «نِيُويُورك نيكس» وفازوا بالبُطولة الثانيَّة على التوالي. على الرغم من أن نجم ليكرز جورج ميكان عانَى من مشاكل في الركبة طوال 1953–54،  ساعد كلايد لوفليت الفَرِيق على الفوز بالقسم الغربيّ،  وفاز الفَرِيق باللقب الثالث على التوالي في الخَمسينِيَّات، واللقب الخامس في ستة مواسم عَندَمَا تغلب على سيراكيوز ناشيونالز في سبع مباريات.
بَعد تقاعد ميكان في عام 1954 خارج الموسم، كافح ليكرز وتمّكن من الفوز بـ40 مباراة، وهزموا «روشيستر رويالز» في الجولة الأولى من التصفيات، لكنهم خسروا أمام «فورت واين بيستونز» في الدَّور قَبل النهائي،  وَلَم يحرزوا أرقام قياسية في الموسمين التاليين، لكنهم تمكنوا من الوُصُول إلى التصفيات. عاد ميكان في النصف الأخير من موسم 1955-56 وَبَعد الموسم تقاعد للأبد،  وَفِي موسم 1956-1957 تقدم الفَرِيق إلى النهائيات بِقيادة لوفليت 20.6 نقطة وريباوند 13.5 نقطة، وَكَان أسوأ موسم للفريق في موسم 1957-1958 عَندَمَا فازوا بـ19 مباراة في الدوري،  عين الفَرِيق «ميكان» كمدرب رَئِيسيّ ليحل محل كوندلا، ولاحقًا طُرد وأُعيد تعيين كوندلا.
حصل ليكرز على أفضَل اِختِيَار في الدوري الاميركي للمحترفين لعام 1958 باختياره إلجين بايلور، الَّذِي حصل على جائزة الفائزون بجائزة أفضل لاعب صاعد في الرابطة الوطنية لكرة السلة، وساعد ليكرز للحصول على المَركَز الثاني،  وعادوا إلى نهائيات الدوري الاميركي للمحترفين، لِمُوَاجَهَة «سلتكس».

### 1958-1968: الاٍنتقال إلى التَّنافس بَين لوس أنجلوس وسيلتيكس

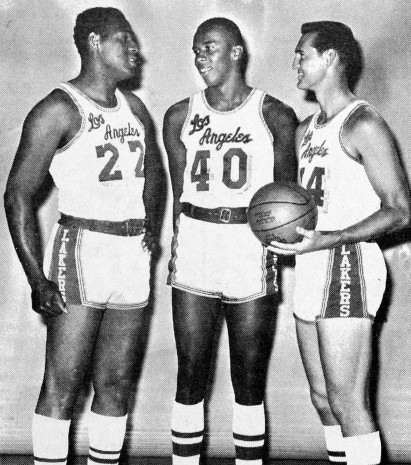
قاد إلجين بايلور (على اليسار) وجيري ويست (على اليمين) الفريق إلى عشر مباريات نهائية في الدوري الاميركي للمحترفين في الستينيات والسبعينيات، تظهر صورة جيري ويست الظلية على الشعار الرسمي للرابطة الوطنية لكرة السلة.

في عامهم الأخير في منيابولس، حصل ليكرز على نقاط "25-50"، وَفِي 18 يناير 1960 خرج الفَرِيق من الخسارة وسافر إلى سانت لويس وتحطمت طائرتهم،  نتيجة عواصف ثلجية دفعت الطائرة 150 ميلاً من مسارها الأصليّ، وأضطر الطيار للهبوط في حقل ذرة،  خِلال موسم الركود في 1960، أصبَح ليكرز فَرِيق الساحل الغربيّ الأول في الدوري الاميركي للمحترفين عَندَمَا قرَّر مالكه بوب شورت نَقل الفَرِيق إلى لوس أنجلوس. بِقيادة بايلور فازت لوس أنجلوس بنتيجة أَكثَر من العَام السَّابِق في الموسم الأول،  وَفِي 15 نوفمبر سجل بايلور رقمًا قياسيًا جديدًا في الدوري الاميركي للمحترفين عَندَمَا سجل 71 نقطة في انتصاره على نِيُويُورك نيكس بينما حصل على 25 كُرَة مرتدة،  وبذلك حطم بايلور رقمه القياسي في الدوري الاميركي للمحترفين البالغ 64 نقطة، وعلى الرغم من السجل الخاسر وصل ليكرز إلى التصفيات،  وخسروا في المُباراة السابعة من سِلسِلَة الجولة الثانيَّة ضدَّ سانت لويس.
بِقيادة بايلور وويست،  تحسن ليكرز إلى 54-26 في موسم 1961-62، ووصل إلى النهائيات، في مباراة الفوز الخامس انتزع بايلور 22 كُرَة مرتدة وحقق الرقم القياسي الَّذِي لَا يزال قائمًا في الدوري الاميركي للمحترفين للنقاط في مباراة نهائية برصيد 61،  ولكنَّ ليكرز خسر أمام سيلتكس بفارق ثلاث نقاط في الوَقت الإضافي من المُباراة السابعة. على الرغم من عَدَم وُجُود أي أخطاء،  صنع فرانك سيلفي نقطتين في آخر 40 ثانية لتصبح النتيجة تعادل،  لكنّه أضاع 18 قفزة محتملة.
فاز لوس أنجلوس بإجمالي 53 مباراة في موسم 1962-1963،  لكنّه خسر في نهائيات الدوري الاميركي للمحترفين في ست مباريات أمام سلتكس،  وَبَعد هبوطه إلى 42-38 وخسارته في الجولة الأولى من تصفيات الدوري الاميركي للمحترفين عام 1964 أمام هوكس، فاز الفَرِيق بـ 49 مباراة في 1964-1965، وتجاوز ليكرز فَرِيق بالتيمور بوليتس في النهائيات،  وخسروا مرَّة أُخرى أمام سيلتكس في النهائيات في خمس مباريات.
خسر لوس أنجلوس في النهائيات أمام بوسطن في سبع مباريات مرَّة أُخرى عام 1966 بفارق نقطتين. وانخفض ليكرز بمقدار 16 نقطة مَع دخول الرُبع الرابع، و10 نقاط قَبل دقيقة ونصف من النهاية، حيثُ صعد ليكرز بقوة في اللحظات الأخيرة،  وَبَعد أن خسروا إلى 36 وخسروا في الجولة الأولى من تصفيات الدوري الاميركي للمحترفين عام 1967، خسروا في النهائيات أمام سيلتكس مرَّة أُخرى في عام 1968،  انتقل لوس أنجلوس إلى ساحة جديدة تمامًا في عام 1967 بَعد أن لعب سبعة مواسم في لوس أنجلوس ميموريال سبورتس أرينا.

### 1968-1973: وصول ويلت

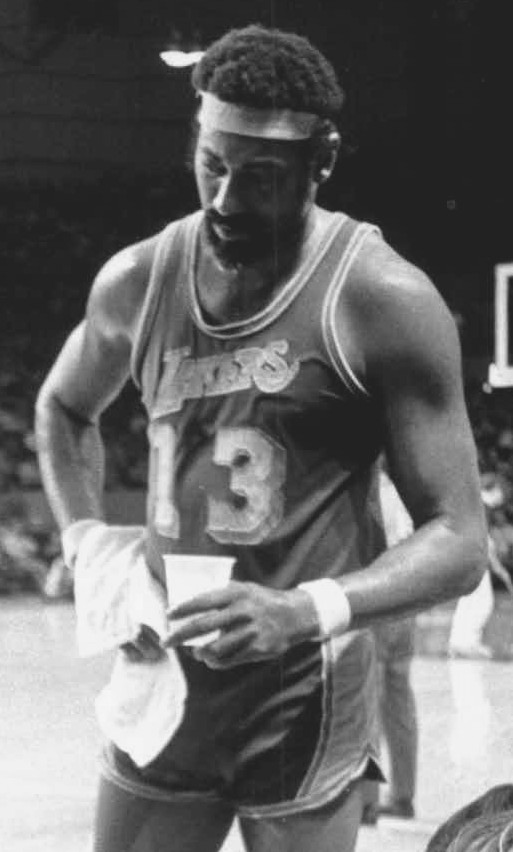
لعب ويلت تشامبرلين في لوس أنجلوس لخمسة مواسم خلال أواخر الستينيات وأوائل السبعينيات، وكان جزءًا لا يتجزأ من فريقهم في الفترة 1971-1972 والذي يعتبر أحد أفضل الفرق في تاريخ الدوري الاميركي للمحترفين.

في 9 يوليو 1968 اِستَحوذ الفَرِيق على ويلت تشامبرلين من فيلادلفيا لصالح داريل إيمهوف وأرتشي كلارك وجيري تشامبرز،  وَفِي موسمه الأول مَع ليكرز حقَّقَ تشامبرلين رقماً قياسياً للفريق بإحراز متوسط 21.1 رائد في الدوري (آر بي جي)،  وبلغ متوسط ويست وبايلور وتشامبرلين أَكثَر من 20 نقطة، وفازت لوس أنجلوس فقسم الدوري،  والتقى ليكرز وسيلتيكس مرَّة أُخرى في النهائيات، وحصل لوس أنجلوس على ميزة المَلعَب على أرضه ضدَّ بوسطن لأول مرَّة في التَّنافس بينهما، وفازوا بالمُباراة الأولى خلف جيري ويست بـ 53 نقطة،  وتقدموا 3-2 بَعد خمس نقاط. وفاز بوسطن بسبع مباريات متسلسلة،  وحصل على 11 لقب لبطولة الدوري الاميركي للمحترفين في 13 موسمًا،  وحصل ويست على جائزة أفضَل لاعب في النهائيات على الإِطلاق،  وَفِي عام 1970 فاز ويست بأول لقب لَه بتسجيل 31.2 بي بي جي، وعاد الفَرِيق إلى النهائيات، ولأول مرَّة مُنذ 16 عامًا لَم يواجهوا «سيلتيكس» وواجهوا «نِيُويُورك نيكس» الَّذِي هزمهم بنتيجة 4-3. وَفِي الموسم التالي 1970–71 هُزم ليكرز أمام ميلووكي باكس بِقيادة «ليكر لو ألسندور» (المعروف الآن بِاِسم كريم عبد الجبار) في نهائيات المُؤتَمَر الغربيّ.
جلب موسم 1971–72 عدَّة تغييرات، حيثُ عين المالك جاك كينت كوك بيل شارمان كمدرب رَئِيسيّ،  وأعلن إلجين بايلور تقاعده في وَقت مُبَكِر من الموسم،  ورفع شارمان انضباط الفَرِيق،  وقدم مفهوم لوصول اللاعبون إلى الحلبة في الصباح الباكر قَبل المُباراة لِمُمَارَسَة التسديدات،  وفازوا بـ 14 مباراة متتالية في نوفمبر و16 مباراة في ديسمبر. وثلاث مرات متتالية لافتتاح عام 1972، وَفِي 9 يناير أنهى «ميلووكي باكس» سِلسِلَة انتصاراتهم بهزيمة 120-104. وسجلت لوس أنجلوس رقماً قياسياً لأطول سِلسِلَة انتصارات لِأَيّ فَرِيق في الرياضات الاحترافية الأمريكيَّة عَندَمَا فازت بـ 33 مباراة متتالية،  وَفِي ذَلِك الموسم فاز فَرِيق ليكرز بـ 69 مباراة، وَهُو رَقم قِيَاسيّ في الدوري الاميركي للمحترفين ظَلّ لمدَّة 24 عامًا حتَّى فاز فَرِيق شيكاغو بولز بـ 72 مباراة في 1995-1996. وبلغ متوسط نقاط تشامبرلين 14.8 نقطة وقاد الدوري عِند 19.2 نقطة في المُباراة،  وأحرز ويست 9.7 تمريرات حاسمة في كلّ مباراة، وبلغ متوسطه أيضًا أَكثَر من 25 نقطة، وحصل على جائزة «كلّ نجوم دوري السلة الأميركي للمحترفين» لعام 1972. ولكنَّ الفَرِيق فشلَ في تسجيل 100 نقطة مرَّة واحدة فقط طوال العَام،  وَفِي نهاية الموسم أُختير بيل شارمان ليكون مدرب العَام. ترقى ليكرز إلى النهائيات لينقم من نيويورك نيكس بَعد خسارته في نهائيات 1970، وفاز بأربع مباريات مُقابِل مباراة، وسجل تشامبرلين 24 نقطة و29 كُرَة مرتدة في المُباراة الخامسة وفاز بجائزة أفضَل لاعب في نهائيات الدوري الاميركي للمحترفين.
فاز ليكرز بـ 60 مباراة في موسم 1972-1973، وحصل على لقب آخر في قسم المُحِيط الهَادِئ. وتزعَّم «ويلت تشامبرلين» الدوري مرَّة أُخرى في الارتداد وحقق رقمًا قياسيًا في الدوري الاميركي للمحترفين لَا يزال قائما لنسبة الهَدَف الميدانيّ عِند 72.7 بالمائة،  وهزم الفَرِيق «شيكاغو بولز» في سبع مباريات في الدَّور نصف النهائي، ثم غولدن ستايت ووريورز في خمس مباريات في نهائيات القسم الغربيّ،  ولعبوا ضدَّ نِيُويُورك نيكس في نهائيات الدوري الاميركي للمحترفين عام 1973، وفاز لوس أنجلوس بالمُباراة الأولى بثلاث نقاط، لكنّ نِيُويُورك فاز بخمس مباريات متسلسلة.

### 1973-1979: بناء «شوتايم»
خِلال موسم 1973-1974، تعرقل الفَرِيق بسبب إصابة ويست، حيثُ لعب 31 مباراة فقط قَبل أن تُخلع ساقه،  وتمّكن الفَرِيق بمساعدة «جودريتش» من تَحقِيق طفرة في أواخر الموسم بمتوسط 25.3 نقطة،  متأخرًا عَن «فَرِيق غولدن ستايت ووريورز» بثلاث مباريات، مَع بقاء سبع مباريات لَم تُلعب بَعد، وأنهى ليكرز بنتيجة 47-35 وفاز بقسم المُحِيط الهَادِئ،  وتأهلوا إلى التصفيات، وحققوا فوزًا واحدًا فقط على «ميلووكي» في الدّور قَبل النهائي، وَبَعد الموسم تقاعد ويست بَعد خلافاته مَع كوكي، ورفع دَعوَى طالب فِيهَا بأجوره المتأخّرة غير المسددة.

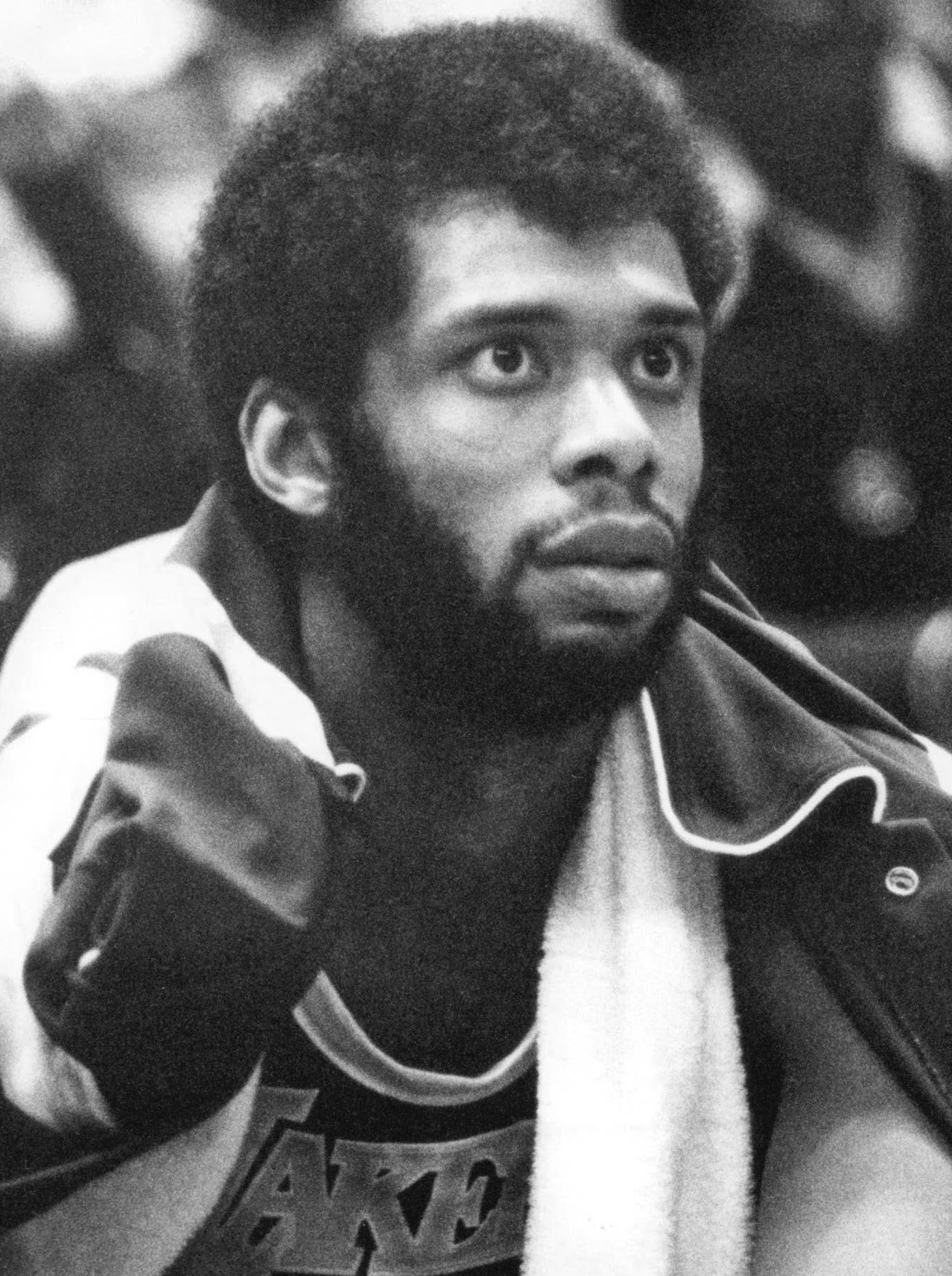
استحوذ فريق ليكرز على كريم عبد الجبار في عام 1975.

غاب ليكرز عَن التصفيات في موسم 1974-75، وضم فَرِيق ليكرز اللاعب كريم عبد الجبار، حيثُ فاز ثلاث مرات بجائزة «أفضَل لاعب في الدوري» بحلول ذَلِك الوَقت. وأراد عبد الجبار الخروج من ميلووكي، وطالب بالمبادلة إلى نِيُويُورك أو لوس أنجلوس،  ولعب عبد الجبار موسمه الرابع كأفضل لاعب في موسم 1975–76، وقاد الدوري في الارتدادات، ومنع التسديدات، وعدد الدقائق الّتِي لعبها.
عَمَل ويست وكوكي على تسوية خلافاتهما، ووظفه كوكي ليحل محل شارمان كمدرب للفريق،  وسُرعان مَا اختلفا عَندَمَا رفضَ كوكي إنفاق الأموال اللّاَزِمَة للحصول على المهاجم يوليوس إرفينغ عَندَمَا كَان «ذا نيتس» ينوي بيعه،  وفازت لوس أنجلوس بقسم المُحِيط الهَادِئ، وأنهت موسم 1976–77 بأفضل سجل في الدوري 53–29. حيثُ تمكُّن ليكرز من هزيمة «ووريورز» في سِلسِلَة من سبع مباريات قَبل أن يخسر أمام «بورتلاند» في نهائيات المُؤتَمَر الغربيّ،  وَخِلَال موسم الركود، حصل لوس أنجلوس على اللاعب جمال ويلكس من غولدن ستايت، وحصل على نورم نيكسون عبر مسودة الجولة الأولى.
في المُباراة الأولى لموسم 1977-78، ضرب عبد الجبار كينت بينسون بكوعه وكسر يده في أول دقيقتين من المُباراة،  وَبَعد شهرين دخلَ عبد الجبار في مشادة مَع كيفن كونرت، ودخل كيرميت واشنطن في المشادة بينهما،  قَبل أن يسدد لكمة في وجَّه رودي توميانوفيتش،  أدَّت لإصابة بالغة في وجهه، وتسببت في كسرِ في جمجمته، وأنهت مسيرته الاحترافية قَبل أوانها،  وأوقفت «الرابِطَة الوطنيَّة لكرة السلة» واشنطن من اللُّعَب لمدَّة شهرين،  وعلى الرغم من تأخر الفَرِيق في اللُّعَب، وَعَدَم وُجُود عبد الجبار لنحو شهرين، فَقَد فاز الفَرِيق بـ 45 مباراة، لكنّه خسر في الجولة الأولى من التصفيات أمام «سياتل»،  وَخِلَال موسم 1978-79 سجل الفَرِيق رقمًا قياسيًا قدره 47-35، قَبل أن يخسر أمام «سوبرسونيكس» في الدّور نصف النهائي من التصفيات.

### 1979-1991: «شوتايم»

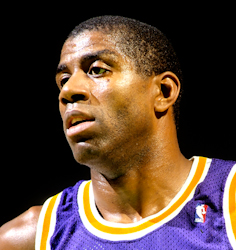
حصل "شوتايم" ليكرز على خمسة ألقاب في الدوري الاميركي للمحترفين في الثمانينيات بقيادة ماجيك جونسون وكريم عبد الجبار

في الاختيار العَام في مسودة الدوري الاميركي للمحترفين لعام 1979، اختار لوس أنجلوس ليكرز لاعب الهجوم الخلفي ماجيك جونسون،  وتميّز بقدرته على التمرير «غير المرئية» واحتاج الفَرِيق وقتًا للتأقلم مَع مهاراته، والّتِي سرعان مَا أصبَحَت جُزءًا رئيسيًا من خُطّة الهجوم،  وَفِي عام جونسون الأول فاز ليكرز بإجمالي 60 مباراة، وهزم «فيلادلفيا 76» في ست مباريات في نهائيات الدوري الاميركي للمحترفين عام 1980، وفاز جونسون بجائزة أفضَل لاعب في النهائيات، ولعب في مَركَز «عبد الجبار» بَعد إصابته في المُباراة السادسة،  وعانى جونسون من إصابة في ركبته في موسم 1980-81، وعلى الرغم من خسارة ليكرز للموسم أمام «ذا راكيتس»، بِقيادة موسى مالون في الجولة الأولى من التصفيات،  فَقَد حقَّقَ رقمًا قياسيًا بلغ 54–28، وحصل على المَركَز الثاني بَعد فوز فينيكس صنز بدوري قسم المُحِيط الهَادِئ.
في بداية موسم 1981-82 اشتكى جونسون لوسائل الإعلاَم من المدرب «بول ويستهيد»،  وسُرعان مَا تخلى ليكرز عَنه، وصرح مالك ليكرز «حيري بوس» بأنَّ تعليقات جونسون لَم تُؤَثِر في قرار التخلي عَن المدرب، لكنّ وَسَائِل الإعلاَم أستمرت بتشويه سمعته،  وعين «بوس» مساعد المدرب بات رايلي في مَنصِب «المدير المساعد» في 19 نوفمبر، وفاز الفَرِيق بإجمالي 17 مباراة من أصل 20 مباراة. وتمّكن ليكرز عبر هجومه السّرِيع، الّذِي بات يُعرف بِاِسم «شوتايم» من الفوز بلقب قسم المُحِيط الهَادِئ، وتغلَّب على فريقي «صنز» و«توتنهام» في تصفيات 1982،  وَفِي الاختيار العَام في مسودة الدوري الاميركي للمحترفين في 1982، اختار ليكرز جيمس وورثي من ولاية كارولينا الشماليَّة. وفاز ليكرز بقسم المُحِيط الهَادِئ بنتيجة 58-24، وأصيب وورثي في ساقه في الأسبوع الأخير من الموسم وغاب عَن بقية الموسم،  وهزم ليكرز فريقي بورتلاند وسان أنطونيو، وتأهل لِمُوَاجَهَة «فيلادلفيا» في نهائيات 1983،  وَمَع ذَلِك، فاز فَرِيق «ذا سيكسرز» بالبُطولة في أربع مباريات.
في موسم 1983-84 فاز ليكرز في مباراتين من أول ثلاث مباريات، ولعب فَرِيق بوسطن في النهائيات لأول مرَّة مُنذ عام 1969،  حيثُ فاز بثلاث مباريات من أصل أربع مباريات، وفاز باللقب، وشارك لوس أنجلوس في النهائيات ضدَّ سلتكس بسجل 0-8.
مثلت هزيمة الفَرِيق في نهائيات العَام الماضي حافز قوي للفوز في موسم 1984-85، وتمّكن من الفوز بلقب قسم المُحِيط الهَادِئ للعام الرابع على التوالي، وخسر مباراتين فقط في التصفيات، ومثل فَرِيق «سلتكس» عقبة أخيرة في النهائيات، حيثُ خسر مباراته الأولى بنتيجة 148-114،  لكنّه هزمَ فَرِيق سيلتكس في ستة مباريات، بِقيادة أفضَل لاعب في النهائيات «عبد الجبار» البالغ من العمر 38 عامًا،  وأصبح الفَرِيق الزائر الوحيد الّذِي فاز ببطولة الدوري الاميركي للمحترفين في «حَدِيقَة بوسطن».

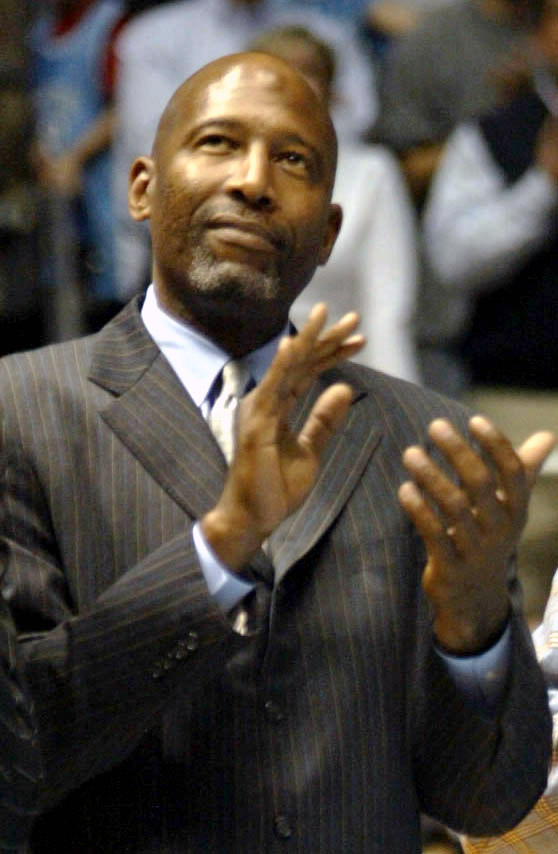
ضم لوس أنجلوس "جيمس وورثي" إلى صفوفه في عام 1982، وسجل مسيرته المهنية الثلاثية الوحيدة في مباراة ليكرز بسبعة انتصارات على بيستونز في نهائيات الدوري الاميركي للمحترفين عام 1988.

فاز ليكرز بموسم 1985-86، وحقق لقبه الخامس على التوالي، بَعد أن فاز بإجمالي 62 مباراة،  وَفِي نهائيات «القسم الغربيّ» خسر أمام «روكتس» في خمس مباريات، وفاز «هيوستن» بالسلسلة.
حصل ليكرز على ميكال طومسون من فَرِيق إيه سي غرين قَبل موسم 1986-87،  وفاز جونسون بأول جائزة أفضَل لاعب في مسيرته المهنيَّة، وبقيادة جونسون، حصل ليكرز على رَقم قِيَاسيّ بلغَ 65-17،  وحصل «مايكل كوبر» على لقب «أفضَل لاعب دفاعي في الدوري الاميركي للمحترفين» في الموسم. تأهل ليكرز إلى نهائيات الدوري الاميركي للمحترفين بَعد هزيمة كلّ من «ناقتس»، وفريق «ووريورز» في خمس مباريات، و«سوبرسونيكس» في نهائيات القسم الغربيّ،  وَفِي أول مباراتين من النهائيات هزمَ ليكرز «بوسطن»، وحصل على لقبه الثاني في ثلاثة مواسم،  وسلطت وَسَائِل الإعلاَم الضوء على السلسلة من خِلال تسديدة جونسون للفوز بالمُباراة الرابعة في «بوسطن جاردن» قَبل ثانيتين من انتهاء الوَقت،  وحصل جونسون على لقب «أفضَل لاعب في نهائيات الدوري الاميركي للمحترفين»، و«أفضَل لاعب في الموسم العادي»،  وأعلن المدرب «رايلي براشلي» أن لوس أنجلوس ستكرر لقب بطل الدوري الاميركي للمحترفين. وَهُو مَا لَم يفعله أي فَرِيق مُنذ موسم 1968-69 لفريق بوسطن سيلتيكس.
في مُحاوَلة للوفاء بوعد رايلي، فاز ليكرز بلقبه السابع على التوالي في موسم 1987–88، في قسم المُحِيط الهَادِئ بسجل 62-20، حيثُ تمكُّن من هزيمة «توتنهام» في الجولة الأولى من نهائيات القسم الغربيّ، وفاز بصعوبة في سبع مباريات أمام «يوتا جاز» بِقيادة الشابين كارل مالوني وجون ستوكتون، وَبَعد فوزه على «دالاس مافريكس» في سبع مباريات في نهائيات القسم الغربيّ، تأهل ليكرز مرَّة أُخرى إلى نهائيات الدوري الاميركي للمحترفين. وَفِي مشاركته السابعة في النهائيات خِلال تسع سنوات، هزمَ «ديترويت بيستونز» في سبع مباريات أيضًا، وفاز «جيمس وورثي» بـ«جائزة بيل راسيل لأفضل لاعب في نهائيات الرابِطَة الوطنيَّة لكرة السلة»،  وحقق ليكرز لقبه الخامس في تسع سنوات، والّذِي مِثل أيضًا لقبه الأخير حتَّى عام 2000.
في موسم 1988-89 فاز لوس أنجلوس بإجمالي 57 مباراة، وتُوج بلقبه الثامن على التوالي في قسم المُحِيط الهَادِئ، بَعد أن هزمَ كلّ من «بورتلاند»، و«سياتل»، و«فينيكس» في التصفيات، وَفِي مشاركته الثّامِنَة في نهائيات الدوري الاميركي للمحترفين خِلال عشر سنوات، تواجه مَع «ديترويت بيستونز» مرَّة أُخرى،  وأدت إصابة كلّ من بايرون سكوت وجونسون لهزيمته.
بَعد نهائيات 1989، أعلن كريم عبد الجبار اعتزاله في 28 يونيو 1989، بَعد 20 موسم احترافي، وحقق ليكرز لقب الدوري التّاسِع على التوالي بسجل 63-19، وَفِي التصفيات هزمَ ليكرز فَرِيق «روكتس» في الجولة الأولى، وخسر أمام فينيكس صنز في الجولة الثانيَّة من التصفيات في أربع مباريات مُقابِل مباراة واحدة فاز فِيهَا،  وأعلن المدرب «رايلي» أنَّه تنحيه بَعد الموسم بسبب الإرهاق،  وحل محله مايك دونليفي. وَبَعد الموسم، قرَّر مايكل كوبر الفائز بجائزة «أفضَل لاعب دفاعي عام 1987» الرحيل عَن النادي واللُّعَب في أُورُوبّا.
فشلَ ليكرز في الفوز بقسم المُحِيط الهَادِئ في موسم 1990-1991 لأول مرَّة مُنذ 10 سنوات، وتأهل في تصفيات القسم الغربيّ، وشارك للمرة التّاسِعَة في نهائيات دوري 1991، حيثُ خسر في خمس مباريات أمام «شيكاغو بولز» بِقيادة النجم مايكل جوردن.

### 1991-1996: ما بعد «شوتايم»
في 7 نوفمبر 1991 أعلن «ماجيك جونسون» تقاعده بَعد إصابته بفيروس نَقص المَنَاعَة البشريَّة،  في موسمه الأول بدون جونسون فاز الفَرِيق بـ 43 مباراة وحصل على المرتبة الثّامِنَة في تصفيات المُؤتَمَر الغربيّ،  وخسر ليكرز في الجولة الأولى أمام «بورتلاند»، وَبَعد الموسم طرد مديره الفني «مايك دنليفي».
تحت قيادة «راندي بفوند» خسر ليكرز 43 مباراة في موسم 1992-93، وَهُو أول موسم خاسر للفريق مُنذ 1976، وَعَندَمَا فاز ليكرز على فينيكس بنتيجة 2-0، أصبَح ليكرز أول فَرِيق في المرتبة الثّامِنَة يفوز في أول مباراتين ضدَّ فَرِيق المرتبة الأولى،  وخسر ليكرز المباراتين التاليتين على أرضه، ثم خسر المُباراة الخامسة أمام فينيكس في الوَقت الإضافي،  وطُرد «بفوند» خِلال موسم 1993-94، حيثُ كَان الفَرِيق في طريقة لخسارة التصفيات للمرة الأولى مُنذ 1976، وتولَّى «ماجيك جونسون» تدريب الفَرِيق في آخر 16 مباراة في الموسم، بمساعدة زميله السّابِق «مايكل كوبر». وقرر جونسون عَدَم تولي الوظيفة بشكل دائم بسبب مَا شعر أنَّه نَقص في الالتِزَام من بَعض اللاعبين، وأنهى لوس أنجلوس الموسم بخسارة 10 مباريات متتالية.
بِقيادة المدرب الجَدِيد ديل هاريس، خاض لوس أنجلوس التصفيات في الموسمين التاليين، وخسر موسم 1994-95 في الجولة الثانيَّة، وخسر موسم 1995-96 في الجولة الأولى،  وقاد الفَرِيق الحراس الشباب نيك فان إكسل وإدي جونز،  وخرج جونسون من تقاعد وعاد للعب في موسم 1995-96 ليقود فَرِيق ليكرز الّذِي كَان سجله حِينَهَا 24-18 إلى المَركَز 29-11. وتقاعد جونسون بَعد الموسم بَعد مواجهته مَع فان إكسل، واستياءه من استراتيجيات هاريس، وخسارة الفَرِيق في الجولة الأولى أمام روكتس.

### 1996-2004: عصر «شاكيل وكوبي»

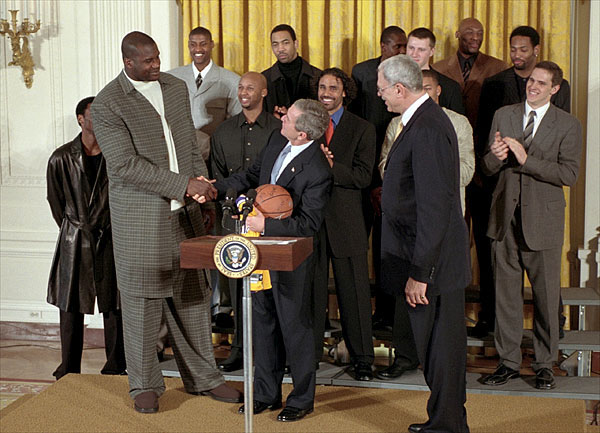
ليكرز في البيت الأبيض بعد بطولة الدوري الاميركي للمحترفين عام 2001

خِلال موسم الركود في عام 1996، اِستَحوذ ليكرز على كوبي براينت البالغ من العمر 17 عامًا من شارلوت هورنتس، مُقابِل فلاد ديفاك، وحصل على عقد مَع شاكيل أونيل،  وقال أونيل في وَقت لاحق: «جيري ويست هُو سبب مجيئي إلى ليكرز»،  وَفِي الاختيار العَام الرابع وَالعَشرَين اختار ليكرز ديريك فيشر،  وَخِلَال الموسم استبدل ليكرز سيدريك سيبالوس مُقابِل روبرت هوري،  وبقيادة أونيل بلغَ سجل الفَرِيق رَقم قِيَاسيّ 56-26، وعلى الرغم من غيابه في 31 مباراة بسبب إصابته في الركبة،  فَقَد بلغَ متوسط أونيل 26.2 نقطة لكل مباراة، و12.5 كُرَة مرتدة لكل مباراة، واحتل المَركَز الثالث في الدوري في حجب التسديدات في 51 مباراة (2.88 حجب تسديد لكل مباراة)،  وهزم ليكرز «بورتلاند تريل بليزرز» في الجولة الأولى من التصفيات، حيثُ سجل أونيل 46 نقطة في مباراة واحدة ضدَّ «تريل بليزرز»، وَهُو أعلى سجل لفريق ليكرز في مباراة فاصلة مُنذ أن سجل جيري ويست 53 هدفًا ضدَّ سيلتكس في عام 1969،  وَفِي الجولة التَالِيَة خسر ليكرز في خمس مباريات أمام يوتا جاز.
في موسم 1997-98 حقَّقَ أونيل وليكرز أفضَل بداية في تَارِيخ الامتياز بسجل 11-0،  وغاب «أونيل» عَن 20 مباراة بسبب إصابته في البطن،  وواجه لوس أنجلوس فَرِيق «سياتل» مُعظم الموسم للحصول على لقب قسم المُحِيط الهَادِئ، وَفِي الشهرين الأخيرين فاز ليكرز في 22 مباراة من أصل 25 مباراة،  وأنهى الموسم بسجل 61–21، واحتل المَركَز الثاني بَعد سياتل في الترتيب. وَفِي الجولة الأولى من التصفيات، هزمَ ليكرز بورتلاند ثلاث مباريات مُقابِل مباراة واحدة، وتقدَّم لِمُوَاجَهَة سياتل، وحقق أربعة انتصارات متتالية،  لكنّه هُزم أمام «الجاز» في نهائيات القسم الغربيّ.
خِلال موسم 1998-99 بادل ليكرز لاعبيه إيدي جونز وإلدن كامبل إلى فَرِيق «شارلوت هورنتس»،  مُقابِل حصوله على جي آر ريد وبي جي آرمسترونغ وغلين رايس،  وَفِي فبراير أقال مديره الفني «ديل هاريس» بَعد ثلاث هزائم متتالية، وعين كورت رامبيس بديلًا مؤقتًا،  وأنهى ليكرز الموسم بسجل 31–19، وحصل على المَركَز الرابع في القسم الغربيّ. وَفِي الجولة الأولى من التصفيات هزمَ «هيوستن»، قَبل أن يُهزمَ أمام «سان أنطونيو» في الجولة الثانيَّة.
عين ليكرز مدرب شيكاغو بولز السّابِق فل جاكسون بشكل مؤقت قَبل موسم 1999-2000،  واستمر جاكسون في تدريب الفَرِيق لستة مواسم، ومنحه الفَرِيق عقد بقيمة 6 مليُون دُولَار في السنة،  وانتقل الفَرِيق إلى ساحة «ستابلز سنتر».
فاز ليكرز في موسم 1986–87 بـ 31 من أول 36 مباراة، بِقيادة أفضَل لاعب في الدوري أونيل،  وأنهى الموسم بسجل 67-15،  وهزم ليكرز فريقي «سكرامنتو»، و«فينيكس» في التصفيات،  وتقدَّم ليكرز بثلاث مباريات مُقابِل مباراة واحدة في نهائيات القسم الغربيّ ضدَّ «بورتلاند»، وفاز «تريل بليزرز» في المباراتين التاليتين،  وتأخر ليكرز بفارق 15 نقطة في الرُبع الرابع، وتأهل لنهائيات الدوري الاميركي للمحترفين،  وهزم ريجي ميلر و«إنديانا بيسرز» في أربع مباريات مُقابِل مباراتين، وحقق لقبه الأول مُنذ عام 1988،  وَبَعد الموسم، تقاعد «ويست» من منصبه في المكتب الأمامي للفريق بَعد صراعه مَع جاكسون حول السيطرة على عَمَليّات الفَرِيق،  وغادر ليكرز اللاعبان رايس وغرين،  وضم إلى صفوفه غرانت هوراس.
في الموسم التالي فاز فَرِيق ليكرز بإحدى عشر مباراة،  وفاز في جولات التصفيات الثلاث، وهزم بورتلاند، وساكرامنتو، وسان أنطونيو. وَفِي نهائيات الدوري الأمريكيّ للمحترفين ألتقى بفريق «فيلادلفيا سفنتي سيكسرز»، وخسر ليكرز في المُباراة الأولى،  لكنّه تمكُّن من هزيمة سيكسرز في أربع مباريات، وحقق فوزه الثاني على التوالي.
في موسم 2001-2002 فاز ليكرز في 58 مباراة، وَفِي التصفيات هزمَ «سان أنطونيو» في أربع مباريات مُقابِل واحدة، وتأهل إلى نهائيات القسم الغربيّ لِمُوَاجَهَة سكرامنتو،  وعُرفت السلسلة كواحدة من أعظم المُباريات في تَارِيخ الدوري الاميركي للمحترفين، حيثُ شملت سبع مباريات وانتهت بفوز ليكرز،  وفاز أونيل بجائزة أفضَل لاعب في سِلسِلَة النهائيات، ممَّا جعله اللاعب الوحيد إلى جَانِب مايكل جوردان الّذِي يفوز بجائزة أفضَل لاعب في ثلاث نهائيات متتالية.
في موسم 2002–03، تغلب على مينيسوتا في الجولة الأولى من التصفيات،  وَفِي الجولة الثانيَّة خسروا أمام «سان أنطونيو» في ست مباريات،  وَفِي الموسم التالي، حصل ليكرز على أفضَل لاعب في فَرِيق يوتا جاز كارل مالوني، واللاعب السّابِق في فَرِيق سياتل سوبرسونيكس غاري بايتون للانضمام إلى أونيل وبراينت،  لكنّ ثلاثة من «الأربعة الكبار» عانوا من إصابات جسدية، حيثُ عانَى أونيل من إجهاد في ربلة الساق، وأصيب مالون في ركبته، وأصيب براينت إصابة في كتفه،  وَخِلَال موسم 2003-2004، كَان الفَرِيق موضوع تغطية إعلاميَّة مكثفة بسبب قَضِيّة الاِعتِداء الجنسيّ ضدَّ كوبي براينت،  وَفِي الموسم فاز ليكرز بلقب قسم المُحِيط الهَادِئ، وتأهل إلى التصفيات باعتِباره المصنف الثاني، وتقدَّم إلى النهائيات بَعد هزيمة كلّ من «هيوستن»، و«سان أنطونيو»، و«مينيسوتا»،  وخسر النهائيات أمام «ديترويت» في خمس مباريات.

### 2004-2016: عصر كوبي براينت

#### 2004-2007: إعادة البناء
خِلال موسم 2004 غير الرسميّ دخلَ الفَرِيق في مَرحَلَة إعادة بِنَاء عَندَمَا نُقل أونيل إلى ميامي هيت مُقابِل لامار أودوم، وبريان غرانت، وكارون باتلر،  حيثُ اشتبك براينت وأونيل من قَبل،  ورأت وَسَائِل الإعلاَم أن الخلاف بينهما كَان أحد العوامل المحفزة للتبديل،  وَعَندَمَا لَم يُعدُّ جاكسون المدرب الرَئِيسيّ للفريق، ألف كتابًا عَن موسم 2003-2004 انتقد فِيه براينت بشدَّة ووصفه بأنَّه «غير قابل للتكيف».
بادل ليكرز ريك فوكس و«جاري بايتون» إلى بوسطن، وحصل على كريس ميهم، وماركوس بانكس، وتشاكي أتكينز قَبل موسم 2004-05،  وانسحب «ديريك فيشر» من ليكرز ووقع عقد مَع «ووريورز»،  وعين ليكرز رودي توميانوفيتش مدربًا رئيسيًا للفريق وحل محل جاكسون،  وتقاعد كارل مالوني في 13 فبراير 2005،  ودرب توميانوفيتش الفَرِيق إلى رَقم قِيَاسيّ "22-19" قَبل استقالته لأسباب صِحِيّة،  وعين الفَرِيق مساعد فرانك هامبلن كمدرب مؤقت للفترة المُتبقية من الموسم،  وعانى براينت من إصابة في الكاحل، بينما عانَى أودوم من إصابة في الكتف، وأنهى ليكرز الموسم بواقع 34-48، وغاب عَن التصفيات للمرة الأولى مُنذ 1994، والخامسة في تَارِيخ الامتياز.
في «الاختيار العَام العاشر في مسودة الدوري الاميركي للمحترفين» في 2005 اختار ليكرز أندرو بينوم من «مدرسة سانت جوزيف الثانويّة» في ميتوشين بولاية نيو جيرسي،  وبادل كوامي براون ولارون بروفيت إلى واشنطن ويزاردز مُقابِل «كارون بتلر»، و«تشاكي أتكينز»،  وعاد جاكسون لتدريب الفَرِيق بَعد استقالة رودي توميانوفيتش في مُنتَصَف الموسم السّابِق،  وَفِي 22 يناير 2006 سجل براينت 81 نقطة ضدَّ تورنتو، وَهُو ثاني أعلى مجموع في تَارِيخ الدوري الاميركي للمحترفين،  وأنهى الموسم بواقع 45-37، وعاد الفَرِيق إلى التصفيات بَعد غيابه في الموسم السّابِق،  وعاد «فينيكس» ولعب سبع مباريات متتالية، بَعد حصوله على ثلاث مباريات مُقابِل تقدم وَاحِد في الجولة الأولى.
في الموسم التالي فاز ليكرز في 26 من أول 39 مباراة،  لكنّه خسر 27 من آخر 43 مباراة لعبها، ومنها سبع مباريات متتالية،  وخسروا أمام «فينيكس» في الجولة الأولى مرَّة أُخرى،  وطالب «براينت» بنقله إلى فَرِيق آخر بَعد أن أصابه الإحباط عَندَمَا لَم يتمكَّن الفَرِيق من تَحقِيق أي تقدم في التصفيات،  ولقي موافقة مبدئيه من «بوس» وحاول تغيير رأيه وإقناعه بالبقاء في الفَرِيق.

#### 2007-2011: براينت وجاسول
بدأَ ليكرز موسم 2007-08 بسجل قياسي 25-11، بَعد إعادة استحواذه على ديريك فيشر، وَفِي مُنتَصَف يناير أُصيب أندرو بينوم في ركبته،  وحصل ليكرز على المهاجم باو جاسول من فَرِيق ميمفيس غريزليس في صَفقَة في أوائل فبراير وأنهى ليكرز الموسم بسجل 22-5،  وحصل ليكرز على المُصنف الأول في القسم الغربيّ،  وفاز براينت بجائزة «أفضَل لاعب في الدوري»،  وَفِي التصفيات هزمَ ليكرز فَرِيق «ناجتس» في أربع مباريات، وهزم «جاز» في ست مباريات، وهزم حامل اللقب «توتنهام» في خمس مباريات، وواجه بوسطن سيلتكس في نهائيات الدوري الاميركي للمحترفين، وخسر أمامه في ست مباريات.
أنهى ليكرز موسم 2008-09 بسجل 65-17، وَهُو أفضَل سجل في القسم الغربيّ،  وفاز بلقب القسم الغربيّ بَعد هزيمة يوتا جاز في خمس مباريات، وهيوستن روكتس في سبع مباريات، ودنفر ناغتس في ست مباريات، وَفِي نهائيات الدوري الاميركي للمحترفين تغلب على فَرِيق أورلاندو ماجيك في خمس مباريات، وفاز ببطولة الدوري الاميركي للمحترفين،  وحصل براينت على لقب «أفضَل لاعب في نهائيات الدوري الاميركي للمحترفين» لأول مرَّة في حياته المهنيَّة.

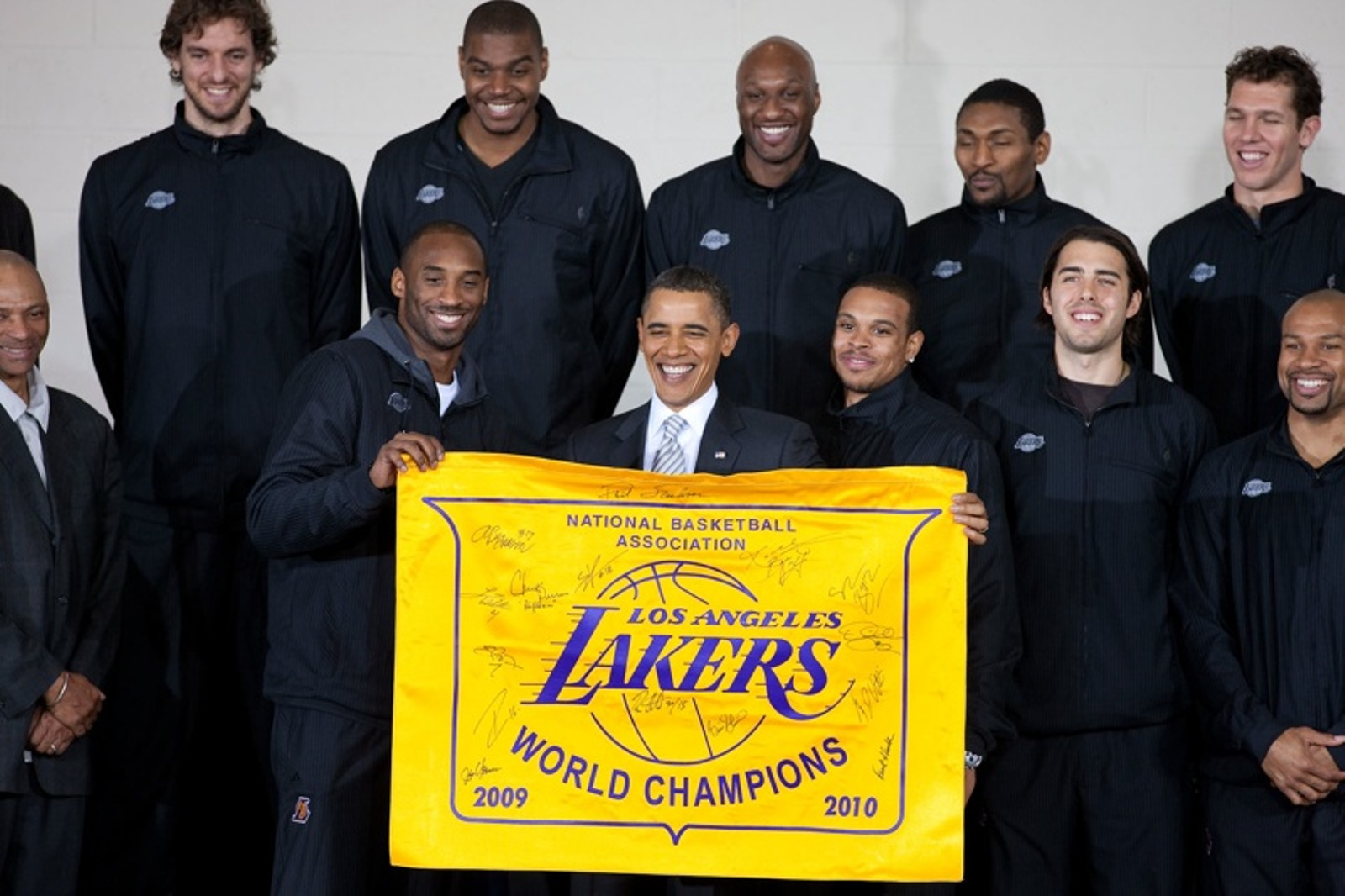
ليكرز مع الرئيس باراك أوباما بعد بطولة الدوري الاميركي للمحترفين 2010

في موسم موسم 2009-10 أضاف ليكرز اللاعب رون أرتيست،  بدلاً من تريفور أريزا في تشكيلته الأساسيّة، وأنهى الموسم بأفضل سجل في القسم الغربيّ للمرة الثالثة على التوالي، وَفِي 13 يناير 2010 أصبَح ليكرز أول فَرِيق في تَارِيخ الدوري الاميركي للمحترفين يفوز بإجمالي 3000 مباراة في الموسم العادي بَعد فوزه على دالاس مافريكس بنتيجة 100-95،  وَفِي تصفيات القسم الغربيّ هزمَ كلّ من أوكلاهوما سيتي ثاندر، ويوتا جاز، وفينيكس صنز، وَفِي النهائيات لعب ليكرز أمام بوسطن سيلتكس للمرة الثانيَّة عِشرَة، وحقق ليكرز لقبه السادس عشر في الدوري الاميركي للمحترفين بشكل عام، ولقبه الحادي عشر مُنذ انتقاله إلى لوس أنجلوس،  وحصل براينت على جائزة «أفضَل لاعب في النهائيات للعام الثاني على التوالي».
عاد المدرب «فيل جاكسون» لتدريب ليكرز في موسم 2010-11. وهزم ليكرز فَرِيق نيو أورلينز بيليكانز في الجولة الأولى من التصفيات،  قَبل أن يخسر أمام دالاس مافيريكس في أربع مباريات، وَبَعد الموسم أعلن جاكسون أنَّه لن يعود لتدريب ليكرز.

#### 2011-2016: عصر ما بعد جاكسون
بَعد تقاعد جاكسون عين ليكرز مايك براون المدير الفني السّابِق لكليفلاند كافالييرز كمدرب رَئِيسيّ في 25 مايو 2011،  وقبل بداية موسم 2011-12 المُختصر، بادل ليكرز لامار أودوم إلى دالاس مافيريكس بناءًا على رغبته،  وَفِي الاختيار العَام في مسودة الدوري بادل ليكرز ديريك فيشر إلى هيوستن روكتس مُقابِل جوردن هيل،  وَفِي الموسم حقَّقَ ليكرز رَقم قِيَاسيّ بلغَ 41-25، وتأهل إلى التصفيات في المَركَز الثالث، وَفِي الجولة الأولى هزمَ دنفر ناغتس في سبع مباريات، وَفِي الجولة الثانيَّة من التصفيات خسر أمام أوكلاهوما سيتي ثاندر في خمس مباريات.
في 4 يوليو 2012، وَافَق ستيف ناش من فَرِيق «فينيكس سنز» على صَفقَة انتقال إلى ليكرز، مُقابِل 3 مليُون دُولَار، وأصبحت الصفقة رسميَّة في 11 يوليو 2012،  وَفِي 10 أغسطس 2012 عقد ليكرز صَفقَة للاستحواذ على دوايت هوارد،  وَفِي 9 نوفمبر 2012 تخلى ليكرز عَن مهام المدرب «مايك براون» بَعد بداية موسم 2012-13،  وتولَّى مساعده «بيرني بيكرستاف» المسؤوليَّة بشكل مؤقت، وحقق ليكرز رَقم قِيَاسيّ 5-5، وَفِي 12 نوفمبر 2012 عين ليكرز مايك دي أنتوني مدربًا رئيسيًا،  وَفِي 18 فبراير 2013 تُوفيَّ «جيري بوس» مالك ليكرز عَن عمر يناهز 80 عامًا،  وَفِي المَلعَب حقَّقَ ليكرز أسوأ سجل لَه مُنذ 2007 برقم قياسي بلغَ 45-37، وحصل على المَركَز السابع في القسم الغربيّ بَعد فوزه على «هيوستن روكتس» في 16 أبريل 2013. وَخِلَال الموسم عانَى «كوبي براينت» من تمزق وتر العرقوب، وأنهى موسمه بَعد 78 مباراة،  وأصبح براينت «رابع هداف على الإِطلاق» في تَارِيخ الدوري الاميركي للمحترفين في 30 مارس 2013 ضدَّ سكرامنتو كينغز.
في 8 ديسمبر 2013 عاد براينت للعب،  وسُرعان مَا أُصيب بكسر في ركبته في 17 ديسمبر، وغاب عَن بقية الموسم. وَفِي 25 مارس 2014 سجل ليكرز 51 نقطة في الرُبع الثالث أمام فَرِيق «نِيُويُورك نيكس»،  وغاب ليكرز عَن تصفيات الدوري الاميركي للمحترفين للمرة الأولى مُنذ 2005، وللمرة السادسة في تَارِيخ الامتياز. وَفِي 30 أبريل 2014 استقال مايك أنتوني من منصبه كمدرب رَئِيسيّ.
عين ليكرز اللاعب السّابِق بايرون سكوت كمدرب رَئِيسيّ في 28 يوليو 2014،  بَعد استقالة مايك دي أنتوني،  وَخِلَال المُباراة الأولى لموسم 2014-15، سقط يوليوس رندل مصابًا بكسر في ساقه، وبدأ ليكرز موسمه بخسارة عشر مباريات من أول 16 مباراة، وأصيب «كوبي براينت» في كتفه بَعد أن لعب 35 مباراة، وأصيب نيك يونغ بكسر في ركبته، وحقق الفَرِيق رَقم قِيَاسيّ بلغَ 14-41،  وَبَعد 27 مباراة في الموسم العادي،  حقَّقَ ليكرز رَقم قِيَاسيّ جَدِيد بلغَ 21-61، وَهُو رابع أسوأ سجل في الدوري، وَكَان حِينَهَا أسوأ رَقم قِيَاسيّ في تَارِيخ الامتياز.
في موسم 2015-16 حصل ليكرز على الاختيار العَام في مسودة الدوري الاميركي للمحترفين لعام 2015، واختار دي أنجيلو راسل. وَفِي 30 نوفمبر 2015 أعلن براينت اعتزاله في نهاية الموسم،  وغاب الفَرِيق عَن التصفيات للعام الثالث على التوالي بسجل 17-65، وَهُو الأسوأ في تَارِيخ الامتياز.

### 2016-2018: ما بعد براينت

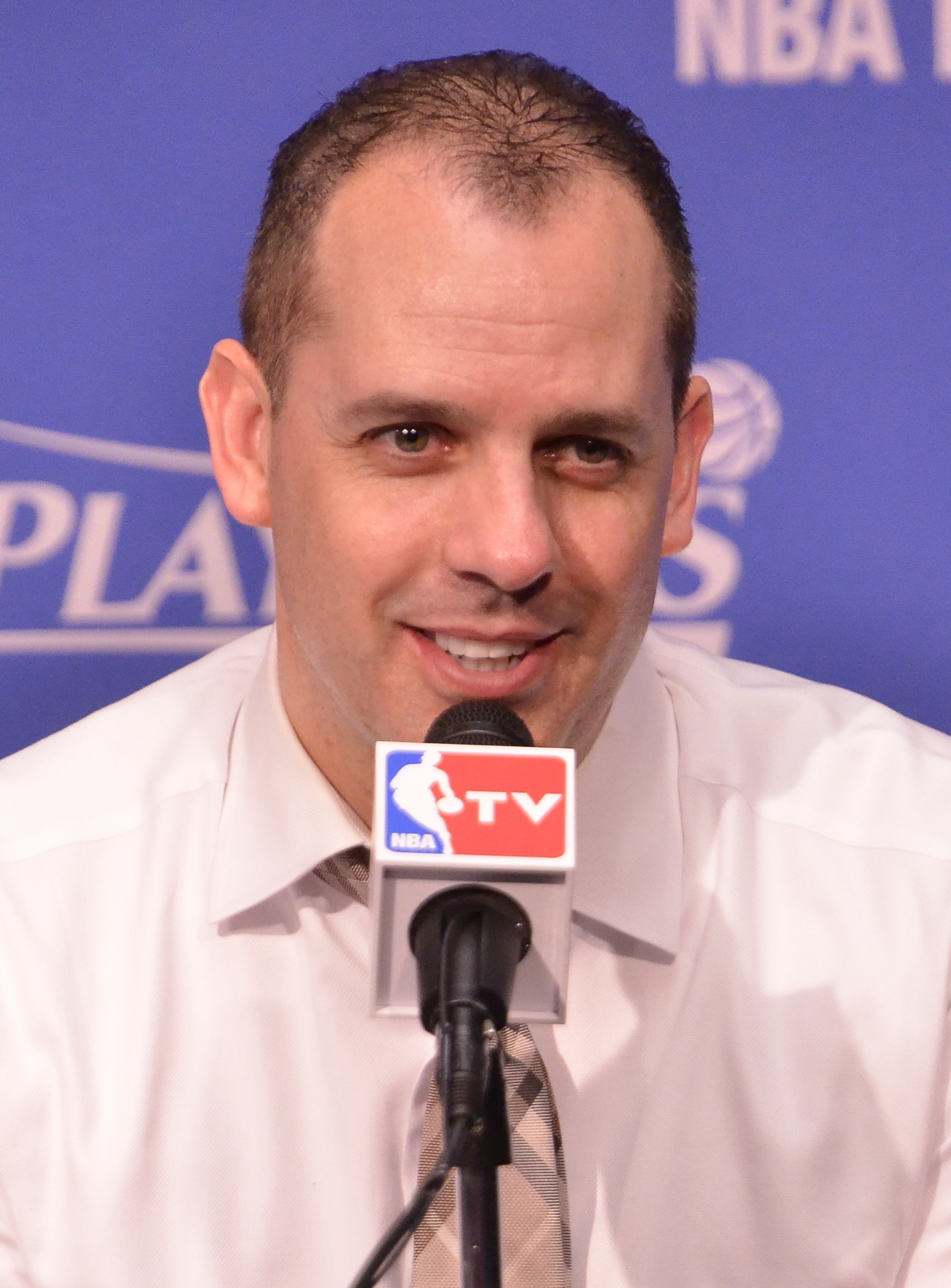
مدرب ليكرز الحالي فرانك فوجل

في 24 أبريل 2016 أعلن فَرِيق ليكرز أنَّه لن يتعاقد مَع بايرون سكوت للموسم التالي،  وأعلن في 29 أبريل عَن تعاقده مَع لوك والتون ليكون مدربًا جديدًا لَه، والّذِي كَان يعمل مُساعدًا لمدرب فَرِيق غولدن ستايت ووريورز، وَلَم يتمكَّن من بدء مهامه رسميًا كمدرب رَئِيسيّ حتَّى انتهاء الجولة الفاصلة لفريق ووريورز،  وحصل ليكرز على «الاختيار العَام الثاني» في مسودة الدوري الاميركي للمحترفين لعام 2016،  واختار براندون إنغرام من جامعة ديوك.
في 21 فبراير 2017 أقال ليكرز المدير العَام «ميتش كوبتشاك»، وعين ماجيك جونسون كرئيس لعمليات كُرَة السلة، وأعلنت حاكمة الفَرِيق «جيني بوس» عزل شقيقها جيم بوس من منصبها كنائب الرّئِيس التّنفِيذِي لعمليات كُرَة السلة،  وَفِي 7 مارس 2017 وقع فَرِيق ليكرز صَفقَة مدتها خمس سنوات مَع «روب بيلينكا» ليصبح المدير العَام للفريق،  وَفِي 2017 حصل ليكرز مرَّة أُخرى حَق الاختيار في مسودة الدوري الاميركي للمحترفين، واختار لونزو بال من جامعة كاليفورنيا،  واستحوذ على كايل كوزما وبروك لوبيز من جامعة يوتا في الاختيار العَام السابع وَالعَشرَين مُقابل دي أنجيلو راسل وتيموفي موزجوف. وَفِي الاختيار العَام الثَّلاثين أختار جوش هارت من جامعة فيلانوفا مُقابِل توني برادلي، وتوماس براينت من جامعة انديانا في الاختيار العَام رقم 42.

### 2018 إلى الوقت الحاضر

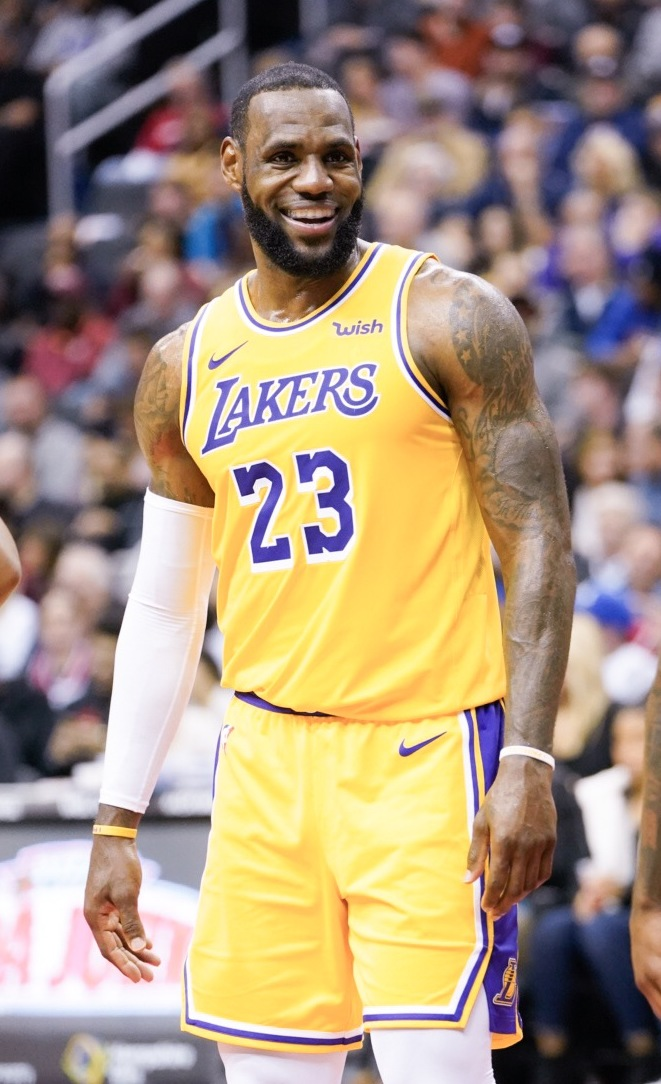
ليبرون جيمس في عام 2018

في 9 يوليو 2018 وقع ليكرز على صَفقَة بقيمة 154 مليُون دُولَار للحصول على ليبرون جيمس لأربع سنوات،  وبحلول يوم عيد الميلاد لعب ليكرز ست مباريات، وتعرض جيمس لإصابة في فخذه أدَّت لغيابه عَن المُباريات لعدة أسابيع، كما أنهى بول وانجرام مواسمهما مبكرًا بسبب الإصابات.
في 9 أبريل 2019 استقال جونسون من مَنصِب رَئِيس عَمَليّات كُرَة السلة، وَبَعد يومين تخلى الفَرِيق عَن مدربه والتون ست سنوات من فشله في الوُصُول إلى التصفيات.
في 13 مايو عُين فرانك فوغل للفريق،  وحصل ليكرز على رابع اِختِيَار عام في 2019 في الدوري الاميركي للمحترفين،  واستحوذ على أنطوني ديفيس من نيو أورليانز بيليكانز في 6 يوليو 2019.
بَعد تَعلِيق موسم الدوري الأمريكي لكرة السلة للمحترفين 2019–20، دعى الدوري فَرِيق ليكرز لِلمُشاركة في آخر ثماني مباريات من موسم "NBA Bubble" العادي،  وأنهى ليكرز الموسم العادي برقم قياسي بلغَ 52-19، ودخل التصفيات للمرة الأولى مُنذ 2013،  وتقدَّم إلى نهائيات الدوري الاميركي للمحترفين للمرة الأولى مُنذ عام 2010،  وَفِي النهائي هزمَ ليكرز فَرِيق ميامي هيت بنتيجة 4-2 وفاز بنهائيات الدوري الاميركي للمحترفين 2020،  وحصل جيمس على لقب «أفضَل لاعب في النهائيات» للمرة الرابعة في مسيرته،  وَمِنَح الفوز لوس أنجلوس بطولتها السابعة عشر في تَارِيخ الامتياز،  وأصبحت «جيني بوس» مالكة نادي ليكرز الأَسَاسِي، الّتِي اِستَحوذت عليه في 2017، أول مالكة مسيطرة لفريق الدوري الاميركي للمحترفين تفوز بنهائيات الدوري الاميركي للمحترفين.

## الملكية وابوسطن سيلتيكسريخ المالي
اشترى بيرغر وشالفين «ديترويت جامز» المنحل مُقابِل 15 ألف دُولَار في عام 1947، وغيروا اسمه إلى «ليكرز» ونقلوه إلى مينيسوتا، وَفِي سنواته الأولى اشترى «ماكس وينتر» ثلث النادي، وباع حصته إلى ميكان في عام 19ر حصّة ميكان في عام 1956، ممَّا منحه حصّة مسيطرة،  وَبَعد تقاعد ميكان انخفض الحضور الجَمَاهِيرِي وخسر الفَرِيق لعدة مواسم، وطرحه المُلاك للبيع في عام 1957. وحاول مارتي ماريون وَهُو لاعب ومدير بيسبول متقاعد، وشريكه في العَمَل «ميلتون فيشمان»، شِرَاء الفَرِيق بنية نقله إلى مَدِينَة كانساس سيتي بولاية ميسوري،  وعرض ميكان رهن منزله في مُحاوَلة لشراء الفَرِيق وابقاء النادي في مينيسوتا. وتمَّ بيع ليكرز لمجموعة من المستثمرين بِقيادة «بوب شورت»،  بَعد الاِتِفَاق على عَدَم نقله إلى كانساس سيتي وابقاءه في مينيسوتا،  وتألَّفت مَجمُوعَة مَلِكِيَّة شورت من 117 شّركَة في مينيسوتا ومواطنين عاديين، حيثُ جمعوا 200 ألف دُولَار للصفقة، مِنهَا 150 ألف دُولَار لشراء النادي، و50 ألف دُولَار لتشغيله،  وبحلول عام 1958 أصبَح شورت مالكًا بنِسبَة 80% للفريق بَعد أن أشترى حصص شركائه،  وظل الفَرِيق مُتعثرًا، ووضعت الرابِطَة الوطنيَّة لكرة السلة فَرِيق ليكرز تحت «المُراقبة الماليَّة»، وأُجبر شورت على نَقل الفَرِيق إلى لوس أنجلوس في 1960، وَفِي النصف الأول من موسم 1959-60 خسر النادي 60 ألف دُولَار،  وأشار شورت إلى امكانية نَقل الفَرِيق إلى دوري منافس جَدِيد، وسمح لَه المالكون بالاٍنتقال،  وتحسَّنت الموارد الماليَّة للفريق عِند وصولهم إلى لوس أنجلوس،  بمساعدة قوة بايلور في الرسم،  والإعدادات المحَلِية الجَدِيدَة، وباع شورت الفَرِيق إلى مالك وناشر واشنطن ريدسكينس جاك كينت كوكي في عام 1965 مُقابِل مبلغ قياسي في الدوري آنذاك بلغَ 5.175 مليُون دُولَار. وأصر شورت على أن تتم الصفقة نقدًا لحذره من كوكي.

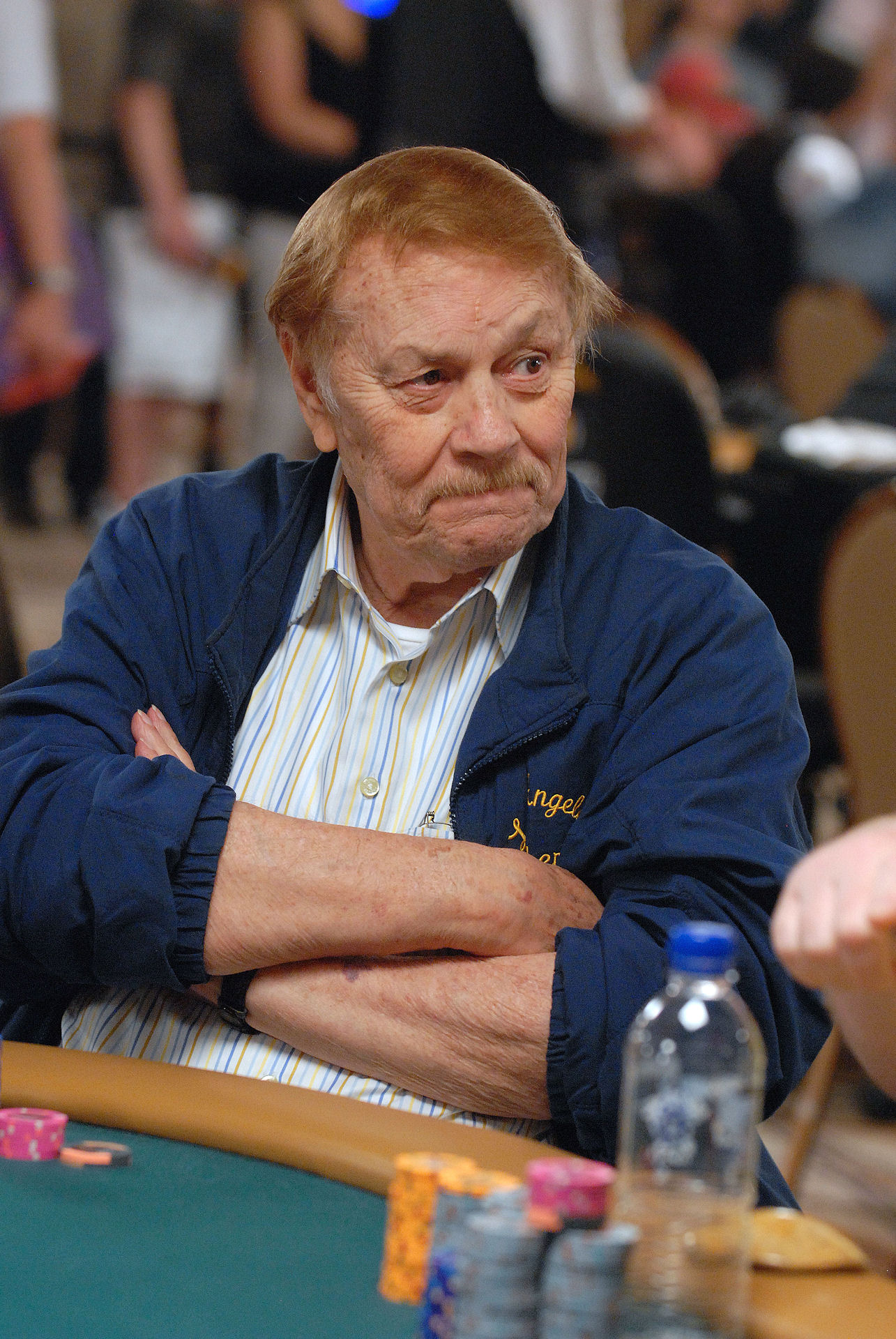
امتلك جيري بوس الفريق من عام 1979 حتى وفاته في عام 2013

كَان كوكي مالكًا عمليًا أَكثَر من شورت، وأصلح عَمَليّات الفَرِيق. ومول إِنشاء المنتدى في عام 1967 بتكلفة 16.5 مليُون دُولَار،  وامتلك الفَرِيق حتَّى عام 1979 عَندَمَا باعه مَع المنتدى، وبعض العقارات مُقابِل 67 مليُون دُولَار لجيري بوس،  وقد اتخذ هَذِه الخطوة عَندَمَا كَان يمر بِمَرحَلَة طلاق مُكلفة،  وقد كَان بوس مهندسًا كيميائيًا محليًا وأستاذًا سابقًا بجامعة جَنُوب كاليفورنيا وأصبح ثريًا في مَجَال العقارات. وَفِي 1998 اشترى فيليب أنشوتز حصّة في الفَرِيق،  وَكَان ماجيك جونسون مالك لحصة أقلية حتَّى أكتوبر 2010،  وَفِي 1988 بدأَ بوس في اتجاه السماح للرعاة بإضافة أسمائهم إلى ملاعب الفَرِيق،  وَفِي 2009 كَان من بَين الرعاة الرئيسيين فيريزون وايرلس، وتويوتا، وأنهيزر بوش، وأمريكان إكسبريس، وكارلز جونيور، وَكَان متوسط سعر تذكرة الفَرِيق البالغ 113 دُولَار هُو الأعلى في الدوري،  وَفِي عام 2013 تُوفيَّ بوس عَن عمر يناهز الثمانين عامًا بَعد دخوله المُستشفى لمدَّة 18 شهرًا بَعد إصابته بالسرطان،  وانتقلت مَلِكِيَّة الفَرِيق إلى أطفاله الستة،  وجعلت خُطَّة الخِلافة لبوس أن تحمل ابنته «جيني بوس» لقب حاكم ليكرز وَكَذَلِك ممثل فريقها في اِجتِمَاعَات مَجلِس محافظي الدوري الاميركي للمحترفين.
نظرًا لقرب الفَرِيق من هوليوود، تضم قاعدة ليكرز الجماهيرية العديد من المشاهير،  ويحمل جاك نيكلسون تذاكر موسمية مُنذ السبعينات،  ومن عام 2002 إلى عام 2007 بلغَ متوسط عدد المشجعين نَحو 18900 مُشجع، ممَّا وضعهم في المراكز العشرة الأولى في الدوري الاميركي للمحترفين من حيثُ عدد الحضور، وتُعد أغنية ريد هوت تشيلي بيبرز من ألبومهم «ميلك ماذرز» عام 1989، تكريمًا للحارس السَّابِق واللاعب أنتوني كيديس،  وَفِي عام 2010 كَان لَدَى ليكرز أَكثَر البضائع شعبية بَين جَمِيع فرق الدوري الاميركي للمحترفين، وَكَان قميص براينت القميص الأكثر شهرة.

## قاعدة المعجبين
ونظراً لقرب الفريق من هوليوود، فقد حظي الفريق بفرصة حضور العديد من النجوم مبارياته.
- جاك نيكلسون
- ويل سميث
- ديفيد بيكهام
- أنتوني كيديس وفلي الفرقة ريد هوت تشيلي بيبرز
- دنزل واشنطن
- ليوناردو دي كابريو

## المشاهير

### قاعة مشاهير الاتحاد الدولي
- فلاد ديفاك
- شاكيل أونيل
- ستيف ناش

### الأرقام المجمدة
- 8 – كوبي براينت
- 13 – ويلت تشامبرلين
- 16 – باو جاسول
- 21 – مايكل كوبر
- 22 – إلجين بايلور
- 24 – كوبي براينت
- 25 – غيل غوودريتش
- 32 – ماجيك جونسون
- 33 – كريم عبد الجبار
- 34 – شاكيل أونيل
- 44 – جيري ويست
- 52 – جمال ويلكس
- 99 – جورج ميكان
- ميكروفون – تشيك هيرن

أوقفت جميع فرق إن بي أي استخدام الرقم 6 تكيمن لبيل راسل في 11 أغسطس 2022.

## وصلات خارجية
- موقع النادي الرسمي
- لوس أنجلس لايكرز